# Savennes (Puy-de-Dôme)
Savennes é uma comuna francesa na região administrativa de Auvérnia-Ródano-Alpes, no departamento Puy-de-Dôme. Estende-se por uma área de 15,88 km². Em 2010 a comuna tinha 97 habitantes (densidade: 6,1 hab./km²).